# Ministerio del Poder Popular para la Juventud y Deportes (Venezuela)
El Ministerio del Poder Popular para la Juventud y Deportes es uno de los organismos que conforman el gabinete ejecutivo del gobierno venezolano. Surge de la fusión del Ministerio del Poder Popular para el Deporte con el Ministerio del Poder Popular para la Juventud.

## Estructura
DIRECTORIO.
- DIRECCIÓN GENERAL DEL DESPACHO
  - ROLANDO ANTONIO LEON MARTÍNEZ

- OFICINA ESTRATÉGICA DE SEGUIMIENTO Y EVALUACIÓN DE POLÍTICAS PUBLICAS
  - LOURDES CRISTINA BALTODANO GUZMÁN

- OFICINA DE GESTIÓN  COMUNICACIONAL
  - RIENSY JOSE MORENO PERAZA

- OFICINA DE TECNOLOGÍA DE LA INFORMACIÓN Y LA COMUNICACIÓN
  - NELSON JESUS ZAMBRANO PEREZ

- OFICINA DE ATENCIÓN AL CIUDADANO (OAC)
  - YERETH VALENTINA ZUÑIGA RUIZ

- OFICINA DE PLANIFICACIÓN Y PRESUPUESTO
  - ÁNGEL GIMONDI JURADO ANGULO

- OFICINA DE GESTIÓN HUMANA
  - DAYAN JOSÉ GUEDEZ TORRES

- OFICINA DE GESTIÓN ADMINISTRATIVA
  - EDIS EDILIO URBINA CAMEJO

- OFICINA DE AUDITORIA INTERNA
  - ORLANDO MELO

- CONSULTORÍA JURÍDICA
  - VICTORIA VALENTINA HERNÁNDEZ FELACO

### Viceministerios[1]
- Viceministerio de Masificación y Desarrollo Deportivo
  - José Luis Tovar Guzmán

- Viceministerio de Deporte de Alto Rendimiento
  - Juan Carlos Amarante León

- Viceministerio de Organización Juvenil
  - Oliver Jesús Guzmán Aguirre

- Viceministerio de Atención Integral Paz y Vida
  - Pablo Alonzo Yustyz Araujo

- Viceministerio de Juventud Productiva y Trabajadora
  - Yosneisy Josefinas Paredes Fajardo

- Primer Viceministerio de la Juventud y el Deporte
  - Jessica Elizabeth Bello Barreto

### Órganos y Entes Adscritos[1]
- Instituto Nacional de la Juventud
- Instituto Nacional del Deporte (IND)  -  Riensy José Moreno Peraza
- Instituto Nacional de Hipódromos (INH)
- Fundación para la atención integral a los atletas de alto rendimiento en situación de retiro y exatletas jóvenes, adultos y adultas mayores (Fundaexar)
- Corporación Venezolana de la Juventud Productora S.A.
- Servicio Autónomo Superintendencia Nacional de Actividades Hípicas (SUNAHIP)
- Empresas de Sociedad Social Algodones Orinoco, C.A
- Fundación Gran Misión Saber y Trabajo

## Ministros
| Ministros de Juventud y Deportes de Venezuela |                  |             |                |
| Orden                                         | Nombre           | Período     | Presidente     |
| 1                                             | El Potro Álvarez | 2014-2015   | Nicolás Maduro |
| 2                                             | Pedro Infante    | 2015-2016   | Nicolás Maduro |
| 3                                             | Mervin Maldonado | 2016- 2017  | Nicolás Maduro |
| 4                                             | Pedro Infante    | 2017- 2020  | Nicolás Maduro |
| 5                                             | Mervin Maldonado | 2020 - 2024 | Nicolás Maduro |

## Sitio Web
- Sitio oficial juventudydeporte.gob.ve

- Datos: Q18416642